# 今井啓一 (歴史学者)
今井 啓一（いまい けいいち、1905年8月17日-1975年11月27日）は、日本の歴史学者。
京都府出身。神宮皇學館卒。大東文化学院高等科修了。1961年「帰化の研究」で國學院大學文学博士。立命館大学教授、近畿大学教授、大阪樟蔭女子大学学芸学部教授。

## 著書
- 『神国二千六百年史 前編』立命館出版部 1940
- 『東洋史概説 前篇』立命館出版部 1943
- 『百済王敬福 東北経営の先駆者 東大寺大仏造立の殊勲者』綜芸舎 1965
- 『天日槍 帰化人第一号神功皇后外祖母家』綜芸舎 1966
- 『秦河勝 帰化人系の一頂点 聖徳太子の寵臣』綜芸舎 1968
- 『帰化人の研究 第4集　帰化人と社寺』綜芸舎 1969
- 『帰化人の研究 第5集　帰化人の研究 鶏肋篇』綜芸舎 1969
- 『帰化人の研究 第6集　帰化人の研究 総説篇』綜芸舎 1972
- 『帰化人の研究 第7集　帰化人 「分布・繁衍」篇 畿内及び江・濃における』綜芸舎 1974
- 『帰化人の研究 第8集　帰化人と東国』綜芸舎 1977

### 翻訳
- 李長伝編『南洋史入門』葦牙書房 1938
- 王輯五『日支交通史』訳註 立命館出版部 1941

## 論文
- 今井啓一